# Bundesstraße 170
Die Bundesstraße 170 (Abkürzung: B 170) ist eine deutsche Bundesstraße im Freistaat Sachsen. Sie beginnt in Dresden an der A 4, Anschlussstelle Dresden-Hellerau, und endet bei Zinnwald-Georgenfeld an der Grenze zu Tschechien. Zwischen dem Stadtzentrum von Dresden und der Bundesgrenze bei Zinnwald im Osterzgebirge überwindet sie auf einer Länge von etwa 50 Kilometern einen Höhenunterschied von über 700 Metern. Die Straße ist auf den meisten Teilen je Fahrtrichtung nur einspurig ausgebaut, einige Steigungen sind bergwärts zweispurig befahrbar. Sie führt häufig direkt durch die Orte, Ortsumgehungen bestehen nur selten. Die Steilstrecken bei Possendorf sowie zwischen Waldbärenburg und Altenberg sind im Winter bergwärts häufig schwer zu passieren, die Talfahrten sind mit LKW nur mit entsprechender Vorsicht zu befahren.

## Geschichte
Die königlich-sächsische Staatsstraße von Dresden über Dippoldiswalde und Altenberg (Erzgebirge) nach Teplitz-Schönau (Böhmen) wurde in den Jahren 1842 bis 1846 erbaut und löste die als Erzgebirgspass genutzte Alte Dresden-Teplitzer Poststraße ab, die über Pirna und Berggießhübel führte. Bis 1882 wurde diese Straße regelmäßig von Postkutschen befahren. Nach der Eröffnung der Weißeritztalbahn, die seit dem 1. November 1882 von Hainsberg über Dippoldiswalde bis Schmiedeberg verkehrte, wurde der Postkutschenverkehr von und nach Dippoldiswalde eingestellt.
Am 1. April 1919 wurde eine Buslinie von Dresden über Bannewitz und Possendorf nach Dippoldiswalde eröffnet, wobei der Streckenabschnitt zwischen Dresden und Possendorf wesentlich häufiger bedient wurde. Auch der Streckenabschnitt zwischen Kipsdorf, Altenberg und Zinnwald wurde spätestens seit 1925 im Sommer regelmäßig von einer Buslinie bedient.
Bei der 1932 eingeführten Nummerierung des Fernverkehrsstraßennetzes wurde die Straße von Dresden nach Teplitz-Schönau noch als Teil der Fernverkehrs-, später Reichsstraße 96 geführt. Später erhielt diese Straße die eigenständige Bezeichnung Reichsstraße 170. Zwischen 1938/1939 und 1945 wurde die anschließende Straßenverbindung von Teplitz über Theresienstadt nach Prag und weiter über Benešov (Beneschau), Tábor, Soběslav (Sobieslau), Třeboň (Wittingau), Schrems, Horn (Niederösterreich) nach Stockerau ebenfalls als Reichsstraße 170 bezeichnet. In der DDR hieß sie Fernverkehrsstraße 170 (F 170) und war als Europastraße 55 eine der wichtigsten Strecken für den Verkehr in Richtung ČSSR, Ungarn und nach Südosteuropa.
1977 begann man mit dem Bau einer Brücke zur Umgehung von Dippoldiswalde, dieser wurde jedoch unterbrochen und die Umgehung in den Jahren 1993 bis 1995 fertiggestellt.

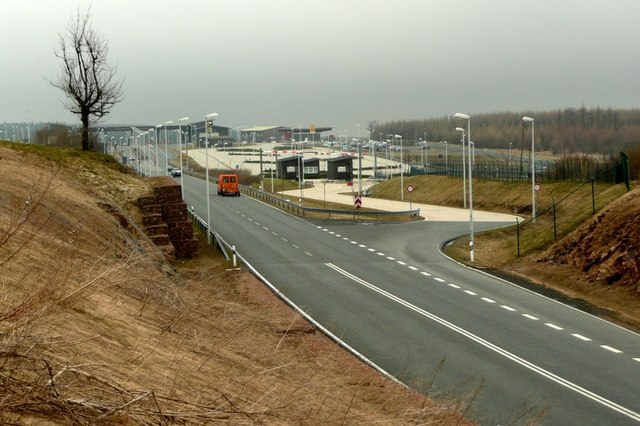
Die ehemalige Gemeinschaftszollanlage Altenberg

Ab 1989 hatte sich das Verkehrsaufkommen (insbesondere des LKW-Verkehrs) über den „Grenzübergang Zinnwald/Cinovec“ vervielfacht. Um das Osterzgebirge vom Verkehr auf der Bundesstraße 170 zu entlasten, wurde 1994 ein spezieller Güterzug für den LKW-Verkehr eingeführt. Vom 25. September 1994 bis zum 19. Juni 2004 verband die „Rollende Landstraße“ den Bahnhof Dresden-Friedrichstadt mit jenem in Lovosice in Tschechien, wodurch auf der Elbtalstrecke sowohl das Erzgebirge als auch das Böhmische Mittelgebirge umfahren wurde. Täglich verkehrten zehn Züge in beiden Richtungen, ein Zug transportierte bis zu 23 LKWs.
Im Jahr 2001 wurde der neue „Grenzübergang Altenberg/Cinovec“ eröffnet, um die Ortschaft Zinnwald-Georgenfeld von Verkehr zu entlasten. Dazu wurde die B 170 bei Zinnwald verlegt und eine Unterführung errichtet.
Das Hochwasser im August 2002 beschädigte die B 170 zwischen Dippoldiswalde und Altenberg, sodass sie einige Monate lang nur teilweise befahrbar war. In diesem Zusammenhang wurde eine Verlegung der B 170 aus dem Weißeritztal heraus diskutiert.
Große Schwierigkeiten gab es jedes Jahr in den Wintermonaten, da die Wetterbedingungen die B 170 für LKW vor allem in den bekannten Spitzkehren (z. B. Baukahre) zwischen Waldbärenburg und Altenberg häufig unpassierbar machten. Hier versuchte man zum Teil, die LKW zu „Zügen“ zusammenzufügen und mit schwerer Technik nach Altenberg zu schleppen.
Seit 22. Dezember 2004 kreuzt die Bundesstraße 170 die A 17 an der Anschlussstelle Dresden-Südvorstadt. Dazu wurde die B 170 (Bergstraße) von 2002 bis 2005 zwischen Dresden-Südhöhe und der Autobahn vierstreifig ausgebaut. Die Belastung durch den LKW-Verkehr nahm stark zu, sodass Anwohner und Bürgerinitiativen mehrfach die Straße blockierten und eine Sperrung für den LKW-Fernverkehr forderten. Im Jahr 2000 fuhren 470 LKW täglich durch Schmiedeberg, 2004 waren es bis zu 3248 LKW pro Tag. Ab dem 15. März 2006 war die B 170 ab Possendorf in Richtung Tschechien für LKW über 12 t wegen Bauarbeiten gesperrt.
Seit der Fertigstellung der A 17 von Dresden in Richtung Prag am 21. Dezember 2006 bis zur Ausweitung der Lkw-Maut auf Bundesstraßen war die B 170 zwischen Possendorf und dem Grenzübergang Altenberg zur Vermeidung von Maut-Ausweichverkehr für den Durchgangsverkehr über 7,5 t in beiden Richtungen gesperrt. Der Bundesstraße 170 wurde der Rang einer Europastraße zugunsten der A 17 aberkannt und das Passieren der Staatsgrenze für LKW über 7,5 t verboten.
Seit 2019 wird die Bundesstraße zwischen Dresden und Possendorf grundhaft ausgebaut. Dazu gehören unter anderem die teilweise Erweiterung auf zwei Fahrspuren für eine Richtung, das Installieren elektronischer Anzeigetafeln zur Verkehrsführung sowie Neuaufstellung von Einrichtungen zur Geschwindigkeitsüberwachung.

## Planungen
Die Stadt Dresden plant die Verlegung der Bundesstraße aus der Innenstadt heraus auf den Äußeren Stadtring und damit folgende Route:
(A 4) AS Dresden-Neustadt – Washingtonstraße – Flügelwegbrücke – Emerich-Ambros-Ufer – Löbtauer Brücke – Nossener Brücke – Nürnberger Straße – Fritz-Foerster-Platz Danach soll der Straßenraum der Bundesstraße auf Innenstadtgebiet, insbesondere an der Großen Meißner Straße und am Neustädter Markt um den „Goldenen Reiter“ der Umgebung angepasst und neu gestaltet werden.